# Sydfront 1982
Sydfront 1982 (FMÖ 82) var en militärövning (försvarsmaktsövning) som genomfördes i Sverige 25–29 september 1982. Sydfront 1982 utgjorde den andra etappen av försvarsmaktsövning 1982, där den första delen och etappen var Norrsken 82. Ändamålet med övningen var att samöva staber och förband från samtliga försvarsgrenar i samband med en invasion. Övningen genomfördes i huvudsak inom Södra militärområdet (Milo S) och övningsledare var militärbefälhavaren för Milo S, generallöjtnant Sven-Olof Olson. 
Ur armén övades två arméfördelningsstaber, Skånska dragonbrigaden (PB 8), Kalmarbrigaden (IB 42) och 4 cykelskyttebataljoner. Ur flygvapnet övades styrkor ur bland annat Attackeskadern (E 1).